# Septembre 1940 (guerre mondiale)
Chronologie de la Seconde Guerre mondiale
Août 1940 - Septembre 1940 -  Octobre 1940

## Événements
- 2 septembre : 
  - Tahiti rallie la France libre.

- 3 septembre : 
  - L'Opération Seelöwe (Otarie ou Lion de mer en allemand), organisant l'invasion du Royaume-Uni, est fixée au 21 septembre.
  - Première livraison de destroyers américains à la Royal Navy.

- 6 septembre : 
  - Les Établissements français de l'Inde rallient la France libre.
  - Le canal français de la BBC à Londres lance le fameux slogan « Radio-Paris ment, Radio-Paris ment, Radio-Paris est allemand » sur l'air de la Cucaracha.

- 7 septembre : 
  - Début du Blitz sur Londres.

- 10 septembre : 
  - L'Opération Seelöwe est remise au 24 septembre.

- 13 septembre : 
  - Début de l'offensive italienne contre l’Égypte.

- 14 septembre : 
  - L'Opération Seelöwe est remise au 27 septembre, le dernier jour du mois avec des marées appropriées pour l'invasion.
  - Première mission de bombardement menée par l’aviation polonaise à partir du Royaume-Uni : les escadrilles 300 et 301 participent au bombardement du port de Boulogne.
  - Offensive des Italiens en Égypte.

- 15 septembre : 
  - L’aviation allemande bombarde Londres et Southampton ; grande bataille aérienne au-dessus de Londres et dans le Sud de l’Angleterre. 500 avions allemands sur Londres.

- 17 septembre : 
  - L'Opération Seelöwe remise jusqu'à nouvel ordre par Hitler (sine die).

- 19 septembre : 
  - La Nouvelle-Calédonie rallie la France libre du général de Gaulle (voir l'article dédié)

- 22 septembre :
  - Accord entre Vichy et le Japon sur le Tonkin.

- 23 septembre : 
  - Arrivée du général de Gaulle en rade de Dakar avec une flotte franco-britannique.

- 25 septembre : 
  - Malgré le bombardement naval de Dakar, le général Boisson refuse de se rallier au général de Gaulle.
  - Premier tract du groupe du musée de l'Homme, groupe de résistants parisiens.

- 26 septembre :
  - À la suite des accords franco-japonais du 22, débarquement des troupes japonaises au Tonkin.

- 27 septembre : 
  - Pacte tripartite entre l’Allemagne, le Japon et l’Italie.

- 29 septembre :
  - Constitution d’un groupe de résistants catholiques à Lyon sous la houlette d'Emmanuel Mounier.
  - 1500 incendies éclatent à Londres lors d'un bombardement allemand.